# Asjat Saitov
Asjat Saitov (Russisch: Асят Саитов) (Koejbysjev, 1 januari 1965) is een Russisch voormalig wielrenner.

## Carrière
Saitov was als amateur onderdeel van de zeer sterke Sovjet-lichting eind jaren tachtig met Djamolidin Abdoesjaparov, Dmitri Konysjev, Pjotr Oegroemov, Vladimir Poelnikov en Pavel Tonkov. Als amateur was hij onder andere winnaar van Olympia's Tour.
Begin jaren negentig werd Saitov professional en maakte naam als sprinter in het peloton. De Rus reed vooral sterk in de Ronde van Spanje, waarin hij twee etappes op zijn naam schreef.
Saitov is gehuwd met Svetlana Masterkova, Olympisch kampioen atletiek op de 800 en op de 1500 m tijdens de Spelen van 1996.

## Belangrijkste overwinningen
1984
- 6e etappe Olympia's Tour
- Eindklassement Olympia's Tour

1990
- 19e etappe Ronde van Spanje

1992
- Russisch kampioen op de weg, Elite
- Eindklassement Ronde van Castilië en León

1994
- 4e etappe Route du Sud
- 1e etappe Ronde van La Rioja
- Gran Premio de Llodio

1995
- Russisch kampioen op de weg, Elite
- Eindklassement Volta ao Alentejo
- 18e etappe Ronde van Spanje

1996
- 13e etappe Ronde van Portugal[2]

## Resultaten in voornaamste wedstrijden
| Jaar | Ronde van Italië | Ronde van Frankrijk | Ronde van Spanje |
| ---- | ---------------- | ------------------- | ---------------- |
| 1990 | 79e              | opgave              | 129e (1)         |
| 1991 |                  |                     | opgave           |
| 1992 |                  |                     | 72e              |
| 1993 | 113e             |                     | 59e              |
| 1994 |                  |                     | 105e             |
| 1995 |                  |                     | 52e (1)          |
| 1996 | opgave           |                     |                  |

| Jaar | Milaan-San Remo | Gent-Wevelgem | Ronde van Lombardije |
| ---- | --------------- | ------------- | -------------------- |
| 1990 |                 |               |                      |
| 1991 |                 |               |                      |
| 1992 |                 |               |                      |
| 1993 |                 |               |                      |
| 1994 | 136e            | 35e           | 61e                  |
| 1995 |                 |               |                      |
| 1996 | 80e             | 77e           |                      |

Wielerploegen van Asjat Saitov
Bernal ·
Buenahora ·
Cabello ·
Cadena ·
Claramunt ·
Díaz ·
Espejo ·
Farfán ·
García ·
Genesca ·
González ·
Lara ·
Mora ·
Morales ·
Moreno ·
Pino ·
Ravelo · 
Reina ·
Rincón ·
Rosado ·
Rota · 
Saitov ·
Triana
Arenas ·
Buenahora ·
Cabello ·
Cadena ·
Camargo ·
Díaz ·
Edo ·
Farfán ·
García ·
Gilarte ·
González ·
Juan José Martínez ·
Juan Martínez Oliver ·
Mora ·
Morales ·
Moreno ·
Rincón ·
Rosado ·
Rota · 
Saitov ·
Triana
Arenas ·
Benítez ·
Buenahora ·
Cabello ·
Cadena ·
Camargo ·
Díaz ·
Edo ·
Farfán ·
Fuerte ·
García ·
Gilarte ·
González ·
Juan José Martínez ·
Juan Martínez Oliver ·
Mora ·
Moreno ·
Muñoz ·
Prego ·
Rosado ·
Rota · 
Saitov ·
Serrano ·
Triana ·
Vidal
Benítez ·
Bernal ·
Buenahora ·
Cabello ·
Cadena ·
Camargo ·
Canto ·
Capacho ·
Cubino ·
Domínguez ·
Edo ·
García ·
Jurado ·
B. González ·
S. González ·
Martínez ·
Mora ·
Moreno ·
Muñoz ·
Niño ·
Ortegon ·
Prego ·
Ramírez ·
Saitov ·
Sánchez ·
Serrano ·
Sypytkowski ·
Triana ·
Vidal ·
Zamana
Abdoezjaparov ·
Bettin ·
Colagè ·
Della Bianca ·
Imboden ·
Kappes ·
Massi ·
Oeslamin · 
Piepoli ·
Pierobon ·
Planckaert ·
Puttini ·
Roscioli ·
Saitov ·
Salvato ·
Steinhauser ·
Fortunato (stagiair) ·
Mazzanti (stagiair) 